# کارمن (فیلم ۲۰۰۳)
کارمن (انگلیسی: Carmen) یک فیلم از ویسنته آراندا در سبک رمانتیک و درام است که در سال ۲۰۰۳ منتشر شد. از بازیگران آن می‌توان به پاز وگا و جی بندیکت اشاره کرد.